# شاونزینسکی گورتمن
شاونزینسکی گورتمن (انگلیسی: Shaunzinski Gortman؛ زادهٔ ۷ دسامبر ۱۹۷۹) بازیکن بسکتبال اهل ایالات متحده آمریکا است.